# Need for Speed: World
Need for Speed: World (anteriormente conocido como Need for Speed: World Online) fue un videojuego de carreras de la franquicia de larga duración Need for Speed publicada por Electronic Arts. El juego introduce carreras ilegales en línea y persecuciones policíacas con nuevos objetos y powerups, y fue codesarrollado por EA Black Box y EA Singapur, siendo el primer MMOG freemium de la serie Need for Speed (aunque Motor City Online había sido concebido originalmente como un juego de Need for Speed) y se encuentra disponible exclusivamente para usuarios de Windows. World fue lanzado al público el 27 de julio de 2010. Sin embargo, la gente que ordenó el Starter Pack tenía una pequeña ventaja, puesto que empezaron a jugarlo 7 días antes del lanzamiento oficial. El 14 de julio de 2015, y tras cinco años, los servidores fueron cerrados definitivamente por Electronic Arts, junto con otros videojuegos Free-to-Play de la compañía.

## Jugabilidad
El juego toma el estilo de los juegos Need for Speed: Most Wanted de 2005 y Need for Speed: Carbon de 2006, centrándose en las carreras ilegales, el tuning, las persecuciones policiales a través del mapa del juego, y añade elementos clásicos del género MMO, como las habilidades especiales o powerups. World se ubica en una gran ciudad ficticia que incorpora los mapas de las ciudades de Rockport y Palmont, de Most Wanted y Carbono respectivamente, agregando gráficos rediseñados y nuevos caminos para hacer más fácil el traslado de una ciudad a otra. Hasta el cierre del juego, este presentó más de 150 modelos licenciados de automóviles, los que consisten de tuners, muscle cars, exóticos, autos de carrera y SUVs. Los fabricantes varían entre compañías de lujo como Alfa Romeo y compañías de producción masiva como Volkswagen, y existen alrededor de 30 fabricantes en el juego.
El Mundo del juego incorpora el concepto del paso del tiempo: este se sincroniza con el Tiempo Universal Coordinado, lo que determina cosas como el ciclo del día y la noche y la posibilidad de acceder a algunos eventos diarios como la Caza de Tesoros. También existen otros eventos unidos a ciertas fechas, tales como la rotación semanal de pistas y vehículos disponibles, y aun en ciertas fechas del año pueden activarse decoraciones en el Mundo para determinadas celebraciones de reconocimiento internacional, tales como la nieve en la cancha de golf durante el mes de diciembre por Navidad, los fuegos artificiales el 1 de enero por la celebración del Año Nuevo y los adornos con alegorías de Halloween alrededor de la segunda mitad de octubre.
Para jugar, era necesario crear una cuenta de usuario del juego o utilizar una cuenta de EA Origin preexistente, y una vez creada es posible generar hasta tres Pilotos dentro del juego. Cada piloto tendrá su propio efectivo y sus propios vehículos, y sólo se podrá utilizar un piloto a la vez, pero pueden intercambiarse durante el juego sin tener que cerrarlo y volver a abrirlo. A través de este sistema era posible agregar a otros jugadores a una "lista de amigos" para correr carreras juntos, comunicándose a través de un chat integrado en el juego.

### Personalización de vehículos
En diciembre de 2010, se puso a disposición de los usuarios la personalización de vehículos. Los jugadores pueden ganar partes por sorteo, incluyendo partes raras Pro y Ultra. Los jugadores gratuitos tienen posibilidades menores de ganar partes raras que aquellos que pagan utilizando SpeedBoost, la moneda virtual del juego. Era posible comprar packs o paquetes de tarjetas con SpeedBoost, para tener posibilidades más altas de obtener las codiciadas partes. El 16 de marzo de 2011, se habilitó la personalización visual. Casi todos los kits de carrocería comprables con dinero del juego de versiones anteriores fueron eliminados. La gran mayoría de los kits de carrocería necesitaban comprarse con SpeedBoost. 

### Modos de juego
Los modos de carrera más básicos disponibles son el de Conducción Libre, en el que se puede recorrer el mapa completo del juego sin restricciones de tiempo; las carreras de un solo jugador o multijugador de Circuitos de dos vueltas o Sprints y los Demarrajes de Persecución en el que se debe huir de la policía evitando ser arrestado. El 31 de marzo de 2011, Electronic Arts presentó el modo "Team Escape" o "Huida en Equipo", una versión cooperativa de una persecución policial mezclada con una carrera de tipo sprint donde hasta cuatro jugadores deben correr desde el punto A al punto B mientras evitan numerosos policías. Se han publicado dos versiones cooperativas de los powerups para persecuciones.

#### Niveles de persecución
Al ser perseguido por la policía, a medida que se cometen delitos como ir a exceso de velocidad o chocar contra la policía ira subiendo la presión, mientras más tiempos dures en persecución la presión ira subiendo hasta llegar al máximo. Este juego fue el último en aplicar las rompepersecuciones en el entorno para detener a los policías, a partir de la siguiente entrega (Need for Speed: Hot Pursuit) se centra sobre todo en chocar y derribar las patrullas.
- Condición 1: En esta condición la Patrulla Ciudadana y la Patrulla de Incógnito estarán al mando, son autos Dodge Charger SRT8 Super Bee Civic Cruiser y de incógnito, Son ágiles (manejo) y rápidos (aceleración) pero son muy débiles al recibir golpes fuertes, aún más si se daban en el maletero, inclusive podían llegaban a salir volando si se usaba el power-up Tanqueta, a partir de aquí empezaran a salir bloqueos.

- Condición 2: En esta condición la Patrulla Ciudadana de Incógnito entra en acción con el mismo modelo de coche que los policías de Condición 1, pero estos son de pintura totalmente negra, son más difíciles de inmovilizar, muchos más ágiles y veloces, desde aquí empezaran a salir los Rhinos Police SUV pero solo vendrán para chocarte de frente, también aparecerán en los bloqueos.

- Condición 3: La Patrulla Estatal estará al mando de la persecución, en esta condición los autos son muscles Dodge Challenger, son muy rápidos y ágiles, son mucho difíciles de inmovilizar, a partir de esta condición los bloqueos son mucho más frecuentes y los Rhino salen con mucha más frecuencia, los bloqueos estarán acompañados con Bandas de Clavos, (si el jugador lo llega a pisar su coche correrá sin llantas, pero activando el powerup Llantas sin aire permite que el auto se le repare las llantas y será inmune a las bandas de clavos por unos segundos).

- Condición 4: La Patrulla Estatal de Incógnito entra en acción. Son el mismo modelo de coche que los policías de Condición 3, pero son mucho más pesados, más ágiles y llegan a altas velocidades, incluso llegando a los 340 a 355 km/h. Son más difíciles de inmovilizar, los bloqueos estarán mucho más frecuentes, la mayoría de los bloqueos estarán con las bandas de clavos, los rhinos son más pesados y salen con mucha más frecuencia.

- Condición 5: Si se llega a esta condición la Patrulla Federal estará al mando, son vehículos Police Chevrolet Corvette C6 Z06; son demasiado rápidos e increíblemente pesados, son demasiado veloces llegando a velocidades muy altas, llegando al grado de alcanzar a los autos más rápidos, son muy difíciles de inmovilizar y los bloqueos serán aún más frecuentes, al igual que las Bandas de Clavos. Los Rhinos aparecerán por el frente para chocarte y son aún más pesados que en las otras dos condiciones, además pueden unirse a la persecución.

- Condición 6: Se presume que el juego iba a tener condición 6, en los archivos del juego se pueden encontrar el Police Chevrolet Corvette C6 Z06 de incógnito y el de Cross.

En Huida De Equipo el Pontiac GTO (Modelo de 2005) se une a la persecución, aquí son fáciles de inmovilizar, pero son veloces y ágiles.

### Mods de Habilidad y Powerups
El juego ofrece 3 categorías de los llamados Modos o Mods de Habilidad para incorporar a un automóvil, a través de cinco ranuras disponibles en el mismo, (Habilidades de carrera, Habilidades de exploración y Habilidades de persecución), las que permiten potenciar ciertas cualidades del mismo o incluso incorporarle nuevos atributos. Se clasifican en categorías de 1 a 4 estrellas, lo que define su efectividad.
Éstas a su vez se subdividen en:

#### Habilidades de exploración
- Radar: Detecta a todos los policías a una distancia determinada en el mapa.
- Explorador: Aumenta el dinero que se gana en la Caza de tesoros.
- Caza recompensas: Aumenta el dinero que se gana en las persecuciones.
- Alta sociedad: Aumenta el dinero que se gana en las carreras.
- Reflejos fulgurantes: Aumenta la rapidez del tiempo de espera de ¡A punto!

#### Habilidades de persecución
- Fuerza de colisión: Aumenta el peso del coche en colisiones.
- Sobre-marcha: Aumenta el alcance de Evasión de emergencia.
- Recarga: Aumenta la rapidez del tiempo de espera de Evasión de emergencia.
- Evasión: Aumenta la potencia de Evasión de emergencia.
- Fuerza imparable: Aumenta la rapidez del tiempo de espera de Tanqueta.
- Anti-disturbios: Aumenta la duración de Tanqueta.
- Demolición: Aumenta la fuerza de Tanqueta.
- Zona segura: Reduce el tiempo necesario para huir de una persecución.
- Recarga rápida: Aumenta la rapidez del tiempo de espera de Llantas sin aire.

#### Habilidades de carrera
- Ventaja inicial: Permite usar los Powerups antes en el inicio de la carrera.
- Fuego rápido: Aumenta la rapidez del tiempo de espera de Nitroso.
- Nitroso ampliado: Aumenta la duración de Nitroso.
- Superpropulsión: Aumenta el impulso de aceleración de Nitroso.
- Ventaja: Aumenta la duración de la propulsión de Salida perfecta.
- Límite: Aumenta el intervalo de RPM para lograr la Salida perfecta.
- Remontada: Aumenta la aceleración si vas en tercera posición o peor.
- Seguridad ante todo: Aumenta la rapidez del tiempo de espera de Escudo.
- Fortaleza rodante: Aumenta la duración de Escudo.
- Perseverancia: Aumenta la rapidez del tiempo de espera de Rebufo.
- Intensidad: Aumenta la duración de Rebufo.
- Aerodinámica: Aumenta la mejora de prestaciones de Rebufo.
- Policía de tráfico: Aumenta la rapidez del tiempo de espera de Imán de tráfico.
- Imantado: Aumenta la duración del Imán de tráfico sobre los rivales.

Además de estos Modos de Habilidad, durante las carreras y el modo de Conducción libre pueden activarse hasta 4 Powerups, que pueden crear una ventaja instantánea durante las carreras o permitir mayores posibilidades de huir con éxito durante una persecución, lo cual los vuelve un elemento importante en la jugabilidad del título.
Para ganar nuevos powerups existen principalmente dos métodos: ganarlos al final de los distintos eventos por medio de cartas de sorteo o comprándolos con SpeedBoost. Se puede decidir cuáles powerups utilizar para los distintos eventos editando la llamada Consola de powerups. Al igual que los Modos de habilidad, éstos se dividen en Powerups de Carrera, Powerups de Persecución y Powerups de Exploración.
Los powerups disponibles son los siguientes:
- Rebufo: Provoca el recibir un impulso de velocidad equivalente al rebufo de los autos que se encuentren por delante del jugador durante la carrera. Mientras más vehículos haya delante, mayor es el impulso. No puede usarse al estar en primer lugar.
- Llantas sin aire: Permite reparar y llenar los neumáticos pinchados por una banda de clavos durante las persecuciones.
- A punto: Acelera la recarga de powerups para que estos puedan ser usados inmediatamente.
- Tanqueta: Aumenta varias veces el peso del vehículo en uso, provocando que un impacto envíe otros vehículos por los aires. Muy útil para romper bloqueos policiales en el camino.
- Zona segura instantánea: Finaliza instantáneamente la persecución al momento de llegar a un sitio o zona segura.
- Evasión de emergencia: Aumenta las posibilidades de fuga apartando a los policías a distancias prudentes.
- Una vuelta más: Añade una vuelta a las carreras de circuitos, quedando de sobra decir que este no funciona en sprint.
- Nitroso: Aumenta tu velocidad bien sea para huir de la policía o para alcanzar al líder.
- Imán de tráfico: este logra que todos los autos de calle (manejados por la CPU y no de los otros competidores) se pongan delante que quien vaya en primer lugar durante una carrera, impidiéndole el paso y provocándole pérdida de ventaja.
- Escudo: Protege de los imanes de tráfico.

A finales de 2012 aparece una nueva actualización que introduce la opción "Volver a competir", que permite volver a jugar la misma carrera con los mismos contrincantes sin tener que volver al menú principal.

## Automóviles
El juego hasta el día de su cierre, contó con 157 automóviles conducibles, obtenibles a través de la compra mediante dinero del juego, SpeedBoost o mediante eventos en los que se regalen ciertos modelos, como el TweetItUp Thursday, en el que se sortean automóviles al retuitear el mensaje especial desde la cuenta de Twitter oficial del juego los días jueves.
Cada automóvil se encuentra clasificado en categorías, según sus prestaciones técnicas, y mediante mejoras podían escalar a una categoría superior, aunque a pesar de ser una "Secuela" de Need for speed: Most Wanted, donde todos los coches podían alcanzar los 375 km/H, no todos los coches no podían competir en una misma carrera restringida por clase como en el ya mencionado (o sea que los coches que iniciaban en clase E no podían llegar hasta la clase S), aunque hubo algunas excepciones como la del Ford capri, que empezaba en clase D y podía escalar hasta la clase S si se modificaba con piezas elite. Anteriormente se les clasificaba en Tipos 1, 2 y 3 hasta que se introdujo una nueva clasificación: Basada en un puntaje desde el 0 hasta el 1000 dependiendo del rendimiento del auto, las categorías corren desde la E (0-249, la más baja), D (250-399), C (400-499), B (500-599), A (600-749) hasta la S (750-1000, la más alta). El máximo puntaje que se podía alcanzar es 880 con el Bugatti Veyron 16.4 (con piezas Elite instaladas).
Esta es una lista basada en la antigua clasificación.

### Coches Tipo 2
- 1) 2011 Audi A1 Clubsport Quattro.
- 2) 2006 Audi RS 4.
- 3) 2008 Audi SS.
- 4) 1984 Audi Quattro 20V (B2).
- 5) 2009 Audi TT-RS Coupé
- 6) 2009 BMW 135i Coupé.
- 7) 1990 BMW M3 Sport Evolution.
- 8) 2007 BMW Z4 M Coupé.
- 9) 1967 Chevrolet Corvette Stingray.
- 10) 1970 Chevrolet El Camino SS.
- 11) 2007 Dodge Charger SRT8 Super Bee.
- 12) 1996 Ford Escort RS Cosworth.
- 13) 2010 Ford Focus RS.
- 14) 1969 Ford Mustang Boss 302.
- 15) 1967 Ford GT-40 Mk.1.
- 16) 2010 Jaguar XK-RS.
- 17) 1988 Lamborghini Countach LP500 QV.
- 18) 1971 Lamborghini Miura SV.
- 19) 1992 Lancia Delta HF Integrale Evoluzione.
- 20) 2009 Lexus ISF.
- 21) 2003 Lotus Elise.
- 22) 2009 Lotus Exige Cup 260.
- 23) 1999 Mazda RX-7 RZ (FD3S).
- 24) 1993 Mazda RX-7 (FD3S).
- 25) 2006 Mitsubishi Lancer Evolution IX MR-Edition.
- 26) 2008 Mitsubishi Lancer Evolution X.
- 27) 2003 Nissan 350Z (Z33).
- 28) 2009 Nissan 370Z (Z34).
- 29) 1992 Nissan Skyline GT-R (R32).
- 30) 1999 Nissan Skyline GT-R V-Spec (R34).
- 31) 1973 Porsche 911 Carrera RSR 3.0
- 32) 2006 Porsche Cayman S.
- 33) 2011 Renault Sport Mégane R.S.
- 34) 1965 Shelby Cobra Daytona Coupé.
- 35) 2010 Subaru Impreza WRX STi (Hatchback).
- 36) 2006 Subaru Impreza WRX STi.
- 37) 1998 Toyota Supra.
- 38) 2006 Volkswagen R32.
- 39) 1968 Ford Shelby Mustang Terlingua
- 40) 2012 Chevrolet Camaro Zl1 Stock

### Coches Tipo 3
- 1) 2007 Alfa Romeo 8C Competizone.
- 2) 2007 Audi R8 Coupé 4.2 FSI Quattro.
- 3) 2009 Audi R8 V10 Coupé 5.2 FSI Quattro.
- 4) 2010 Aston Martin V12 Vantage.
- 5) 2009 Bentley Continental Supersports Coupé.
- 6) 2012 BMW M3 GTS (E92).
- 7) 2007 BMW M3 (E92).
- 8) 2003 BMW M3 GTR (E46).
- 9) 2011 BMW Z4 GT3.
- 10) 2007 Bugatti Veyron 16.4
- 11) 2009 Catherham R500 Superlight
- 12) 2006 Chevrolet Corvette Z06.
- 13) 2011 Chevrolet Corvette Z06 Carbono Edición Limitada.
- 14) 2005 Dodge Viper SRT10.
- 15) 2004 Ford GT.
- 16) 2012 Ford Mustang Boss 302.
- 17) 2011 Ford Mustang RTR-X.
- 18) 2012 Ford Shelby GT500.
- 19) 2006 Koeniggsegg CCR.
- 20) 2011 Lamborghini Aventador LP700-4
- 21) 2008 Lamborghini Gallardo LP560-4.
- 22) 2010 Lamborghini Gallardo LP550-2 Valentino Balboni.
- 23) 2007 Lamborghini Murciélago LP640.
- 24) 2010 Lamborghini Murciélago LP650-4 Roadster.
- 25) 2009 Lamborghini Murciélago LP670-4 SV.
- 26) 2007 Lamborghini Reventon.
- 27) 2010 Lamborghini Sexto Elemento.
- 28) 2011 Lexus LFA
- 29) 2009 Lotus Evora.
- 30) 2011 MCLaren MP4 12C.
- 31) 2012 MCLaren F1.
- 32) 2006 Mercedes-Benz SLR McLaren 722 Edition.
- 33) 2008 Nissan GT-R (R35).
- 34) 2010 Nissan GT-R SpecV (R35).
- 35) 2006 Pagani Zonda F.
- 36) 2011 Porsche 911 GT3 RS (997-2).
- 37) 2006 Porsche 911 Turbo (997).
- 38) 2012 Porsche 911 Carrera S (991).
- 39) 1987 Porsche 959.
- 40) 2008 Porsche 911 GT2 (997).
- 41) Pagani Zonda Cinque.
- 42) 1979 BMW M1 ProCar.

Antes del 8 de septiembre de 2010, al alcanzar el nivel 10 y acceder solamente a automóviles de nivel 1 y nivel 2, el jugador no podía progresar más. Para continuar con el juego, el jugador tenía que comprar el Starter Pack. Sin esto, el jugador se le permitía jugar el juego el tiempo que él quisiera, pero sin ganar dinero o puntos de experiencia. El 8 de septiembre de 2010, World llegó a tener un millón de usuarios registrados. Para celebrar esto, el juego pasó a ser gratis por lo cual se eliminó la restricción del nivel, y se añadió la moneda virtual SpeedBoost para permitir comprar cosas exclusivas.

## Estado actual
El 10 de abril de 2013 se introdujo la oportunidad de ganar valiosas recompensas en el juego al completar varios logros. Esto agravó el problema preexistente e ignorado en gran medida de hacer trampa en el juego. La existencia del problema fue finalmente reconocida por un Community Manager el 15 de abril de 2013. Quicklime Games, que estuvo a cargo del desarrollo, mantenimiento y actualización del juego, fue cerrada el 25 de abril de 2013. A finales de mayo de 2013, el número de casos de trampas disminuyó sin ningún anuncio oficial sobre qué acciones se tomaron para lograrlo (aún por ser citado). El 10 de septiembre de 2013 el Community Manager anuncia que EAsy Studios (desarrolladores de Battlefield P4F) asumió el control del juego desde Quicklime Games. Desde la toma de posesión por parte de EAsy Studios, el juego quedó en un estado vulnerable ya que el nuevo estudio no logró entender cómo funciona, incluso después de muchos meses de entrenamiento y de transición. El Community Manager dijo que "la tecnología es ajena a nosotros". El problema de los tramposos persistió durante este período.
El 4 de septiembre de 2014 el Community Manager anuncia que EAsy Studios queda relevado del mantenimiento de Need for Speed: World y que de ahora en adelante un equipo de personas que "conoce bien el funcionamiento del juego" se encargará de él. Desde entonces, este "destacamento de desarrolladores" compuesto de diseñadores veteranos y novatos ubicado en el Campus EA de Burnaby, Canadá se hizo cargo del juego, habilitando nuevamente las rotaciones periódicas de vehículos disponibles para la compra, las ofertas temporales de vehículos poco comunes, los eventos del Mundo como Oktoberfest y Halloween. Puso bajo control a los tramposos del juego por medio de suspensiones de cuentas temporales y permanentes, también con la ayuda de colaboradores para dar con los tramposos. 
También se restableció el contacto con la comunidad de jugadores de los distintos idiomas al asignar Community Managers para los públicos hispano, inglés, francés y ruso en los foros oficiales y redes sociales, cuya retroalimentación ha contribuido a ajustes menores a las funciones del juego, como cambios en las rotaciones semanales y en el buscador de carreras. En su momento, se descartó la adición de contenido nuevo por lo menos hasta 2015, debido a que la magnitud del juego requería mucho trabajo de puesta a punto al pequeño equipo de desarrolladores.

### Clausura del juego
El 15 de abril de 2015, EA anuncia que el videojuego cesará operaciones el 14 de julio de 2015 juntos con otros juegos del estilo Free-to-Play de la compañía, ya que este "no gozaba de la popularidad que tenía en el pasado". A partir de ese mismo día, EA cerró las inscripciones de cuentas nuevas así como también las compras de Speedboost. Una nota oficial en la Web del juego por su parte, indica que durante este tiempo no fue posible continuar entregando el flujo de contenido nuevo que alguna vez tuvo el juego, y que la gran mejora que se necesitaba para mantener el juego a la par de los estándares actuales de la franquicia era inviable, por lo que se había tomado la determinación de retirar el soporte al juego.
Debido a este proceso, el Community Manager de la comunidad hispana y otras más fueron cesados de sus funciones, y sólo quedaron algunos desarrolladores y moderadores de la comunidad inglesa a cargo de mantener el juego. Mediante varios eventos para la comunidad, liberaron la mayor parte del contenido Prémium para todos los jugadores que optaron por quedarse hasta el final, tales como decoraciones exclusivas para los vehículos y los automóviles más costosos del juego, tales como el Pagani Zonda Cinque, el Ford Mustang RTR-X, Koenigsegg Agera y Bugatti Veyron entre varios otros a cambio de dinero del juego, además de liberar nuevas pistas para carreras de aceleración y matrículas conmemorativas NFS4LIFE, B00000ST y GAME OVER para los pilotos activos.
Los servidores dejaron de dar servicio permanentemente el 14 de julio de 2015.

## El regreso del juego
En 2019, debido a la exigencia de la comunidad en restaurar lo que fue en 2015, existe una versión no oficial del juego activa en 2023 creada por la comunidad dónde se puede jugar el juego en multijugador, con el nombre de Soapbox Race World.
Se debe acceder a la página de Soapbox para descargar una versión alterna del Launcher del juego donde se debe registrar e iniciar sesión para jugar a múltiples servidores modificados, agregando autos nuevos, mejoras en el avance y experiencia extra, excepto los que son oficiales dónde el progreso es el original, sin embargo, agregando actividades de la comunidad que regalan los SpeedBoots, que son el dinero de paga del juego (Realmente no se puede comprar con dinero real).
El juego pesa 3 GB. 
Hasta ahora se registra al menos 400 jugadores por día en el servidor oficial, dado el poco reconocimiento del mismo.
Actualmente, hay más de 165 mil jugadores registrados.

## Tipos de servers
En el servidor oficial existe una ventaja para el avance del juego: Cuando ganas un auto al principio del juego, en este caso un Dodge Charger SRT que, al venderlo, se le otorga al jugador un millón de créditos, el cual no se puede volver a ganar, ni siquiera volviendo a vender el auto no se le otorga el dinero de venta.
Este por lo general tiene un progreso lento, pero las recompensas son bastante buenas, dónde Motores Ultra o habilidades de 3 a 5 estrellas suelen aparecer diario en la recolección de diamantes por el juego
Existe otro server dónde el progreso del juego es estrepitosamente grande, dónde las recompensas y la experiencia se elevan demasiado, por lo general este servidor no es algo querido, pues solo se registra al máximo 30 jugadores.
Existen al menos 8 servidores modificados, sin embargo, los 2 primeros son los jugables públicos.

## Recepción
Need for Speed: World recibió críticas mixtas por parte de los críticos.

GamingXP elogió al videojuego y declaró: “El juego se siente como una combinación de los anteriores títulos de Need for Speed excepto que el modo de un solo jugador se ha quitado. Añade algo de elementos role-play y tendrás un juego de carreras MMO.”  PC Format le dio una reseña un tanto mediocre en su edición de octubre de 2010, concluyendo que el juego se siente como una “oportunidad fallida”. Eurogamer comentó que “es una verdadera pena que el aspecto MMO del juego es efectivamente un lobby innecesariamente elaborado”. Para noviembre de 2012, Need for Speed: World había superado los veinte millones de usuarios registrados.